# Ichneumon phyllophorus
Ichneumon phyllophorus là một loài tò vò trong họ Ichneumonidae.